# Edgar Daniel González Brítez
Edgar Daniel González Brítez (Asunción, 4 ottobre 1979) è un ex calciatore paraguaiano, di ruolo centrocampista.